# Тикзо
Тикзо — река в России, протекает по Бакчарскому району Томской области. Устье реки находится в 120 км по правому берегу реки Бакчар. Длина реки составляет 24 км. Притоки — Тикзо 1-я, Тикзо 2-я, Осиновка.

## Данные водного реестра
По данным государственного водного реестра России относится к Верхнеобскому бассейновому округу, водохозяйственный участок реки — Обь от впадения реки Чулым до впадения реки Кеть, речной подбассейн реки — Чулым. Речной бассейн реки — (Верхняя) Обь до впадения Иртыша.
Код объекта в государственном водном реестре — 13010500112115200023066.